# Зоряний пірат (роман)
«Зоряний пірат» (англ. The Sky Pirate) — науково-фантастичний роман американського письменника Гарретта П. Сервісса, вперше надрукований 1909 року на сторінках періодичного видання The Scrap Book. Власник газети Френк Мансі, організував ще один друк в мережі газет по всій Америці, які входили до його синдикату та друкували різноманітні оповідання та романи по частинах. Однак окремою книгою роман так і не вийшов, допоки 2018 року видавництво Pulpville Press не надрукувало його повністю.

## Сюжет
Ось як схарактеризували роман в El Paso Herald 1911 року.
|  | Капітан Альфонсо Пейтон, зоряний пірат, викрадає Гелен Грейман, найбагатшу дівчину Нью-Йорка, і везе її на своєму дирижаблі «Хамелеон». Він представляє себе як комодор Браун. Вона вважає, що її викрадення — це реалізація жарту. Пейтон відвозить її до свого будиночка в пустелі Лабрадор. Її батько Вільям Грейман таємно викликає поліцію. Бездротовим телефоном Пейтон вимагає 10 000 000 доларів викупу від Греймана, який погоджується зустрітися з ним у Трибс-Гіллі з грошима. Греймен планує захопити пірата в пастку. Пейтон добре піклується про Uелен та її покоївку, але їх пильно охороняє індіанець Джон. Uелен підозрює, що вони полонені. Один за одним Пейтон захоплює чотири поліційні літаки, надіслані, щоб затримати його, і вбиває декількох поліціянтів, перш ніж Грейман прибуває на місце події. Греймен і комісар поліції Браман досягають Племінного Пагорба. Пейтон викрадає Греймана, який знову обіцяє заплатити викуп. Пейтон забирає Греймана додому. Гелен отримує підроблений лист від батька, який її заспокоює. Вона відповідає на батьківський лист. Греймен боїться, що Гелен закохається в Пейтон. Секретар Грантем пропонує державну допомогу та призначає Лейта. Аллан має завдання знайти будиночок Пейтона. Аллан виконує наказ, отримуючи бездротові повідомлення від Пейтона з Нью-Йорка та Баффало за допомогою геометрії та свого нового винаходу. Аллан, Греймен і Грентем вирушають до будиночка Пейтон з п'ятьма військовими літаками. Гелен, дізнавшись, що її викрали, втікає, але потрапляє в полон. Військові літаки Аллана досягають будиночка Пейтона. Хамелеон стріляє по них, виводячи з ладу улюблений літак Аллана — «Орел». Пейтон тікає з Гелен та її служницею в Хамелеоні, переслідувана Оспрею та Жайворонком Аллана. Аллан стріляє в Хамелеона. Пейтон калічить Жайворонка та ухиляється від хмари до хмари, відчайдушно намагаючись втекти від Скоби Аллана. Скопа підбиває Хамелеона. Пейтон і Гелен стрибають на землю на парашутах. Аллан йде на порятунок Гелен, захищаючи її від атак Пейтон. |

В останніх розділах Гелен і Аллан потрапляють у полон. До цього часу вони вже закохалися один в одного. Коли Пейтон має намір вбити Аллана як занадто небезпечного полоненого, Гелен зізнається в коханні та клянеться, що змусить свого батька заплатити викуп, якщо тільки Пейтон помилує офіцера Фінансової служби. Обміркувавши це та надійність Грейманса, Пейтон йде стріляти в Аллана. Вчасно на допомогу приходить аеропідтримка Фінансистів, які залишилися. Вони полюють на лукавого Пейтона по суші з неба. Коли вони знаходять його, він влаштовує безстрашний останній бій. Постріл, який зносить камінь, на якому він стояв, не залишає тіла. Містеру і місис Аллан залишається втішена думкою про те, що, можливо, Небесному пірату пощастило, і він пішов у відставку після цього від злочину.

## Світ зоряного пірата
Це постульований 1939 рік. Декілька років тому Франція та Велика Британія воювали один з одним у війні, в якій були значні битви на аеросах. Навіть якщо вони сильно пошкоджені, вони зазвичай повільно тонуть у повітрі, а не розбиваються. Аерос — це напівжорсткі дирижаблі з підвісними корабельними корпусами та літаками, віяловими крилами з кожного боку для маневрування та підйому. Вони несуть парашути для двох людей з невеликими кошиками під ними, щоб врятуватися в надзвичайних ситуаціях, коли повітряне судно не може досягти землі. На ілюстраціях Паркера зображені пропелери попереду й позаду на корпусі човна з кермами на обох кінцях. У сюжеті максимальна швидкість становить 140 миль на годину.
Вогнепальну зброю замінили електричною зброєю, яка здійснює постріл без особливого шуму і без перешкод диму. Бойові кораблі в романі несуть два, як електричні пістолети, так й гвинтівки. Аерос також може нести бомби для скидання.
Зв'язок для вищого класу здійснюється за допомогою бездротового телефону, свого роду голосового радіо. «Спрямовані дзвінки» переходять від однієї відомої станції до іншої, як дзвінок мобільним телефоном. «Ненаправлені дзвінки» використовуються для станцій у дорозі, і Пейтон використовує це, щоб спілкуватися з Грейменом, не видаляючи його позицію. Допоки він використовує спрямований сигнал й вимагає, щоб Греймен надіслав ненаправлений сигнал. Це має вирішальне значення для сюжету, оскільки Аллен використовує радіопеленгатор для тріангуляції Зоряного Пірата, коли вони знають, що він знаходиться у своєму «порту приписки».
«Служба доходів» схожа на різновид морської піхоти, відомішої нам як берегова охорона США. Це або вказує на зміну політичних кордонів Північної Америки, або на повне ігнорування міжнародних кордонів (можливо, помилка Сервісса, чия політична наука є слабкою в його художній літературі), що Аллан та Грантман ні з ким не перевіряють, коли знаходять Пейтона в Лабрадорі, яка для нас є частиною Канади.